# 보지 못하고 듣지 못하고 사랑해
보지 못하고 듣지 못하고 사랑해는 네스티 캣의 웹툰이다.

## 장르
로맨스, 드라마

## 줄거리
보지 못하는 남자와 듣지 못하는 여자의 아름다운 사랑 이야기.

## 등장인물
- 민근수 : 시력을 잃은 시각장애인 작가. 전소리의 얼굴을 보고 싶어한다. 원래는 치매 걸린 엄마와 같이 살았지만, 시력을 잃고 엄마를 요양원에 맡긴다. 삶의 의미를 잃고 자살하려다가 전소리를 만나 결혼한다. ( 정식 결혼은 아니다. ) 하지만 전소리를 누구보다도 사랑한다. 하지만 시한부인생을 선고받는다. 그래서 해외를 나가 무려 7년을 나가 완치하고 돌아온다.
- 전소리 - 듣지 못하고 말도 못하는 청각장애인. 원래는 보육원에서 지냈다. 그곳에서 민근수의 팬이 된다. 말을 못해서 수화를 했지만, 민근수는 앞을 못 봐서 직접 피부에 한 글자씩 글을 쓴다. ( 민근수는 컴퓨터로 대화한다. ) 하지만 어느 날, 원장이 전소리를 강간한다. 전소리는 부원장에게 이 일을 알렸지만, 비밀로 하라고 한다. 결국 전소리는 도망쳐 민근수에게 간다. 그리고 결혼에 골인! 비록 안 들리고 못 말하지만 민근수를 진심으로 사랑한다. 그리고 아이를 낳고 7년 뒤 민근수와 재회한다.
- 정기석:황호그룹의 젊은 사장. 전소리가 다니던 보육원을 아버지때부터 지원했다. 어릴 때 놀러갔을 때, 전소리를 보고 첫눈에 반한다. 그래서 무려 몇십 년을 찾아 해멘다. 결국 찾아내 다시 보육원으로 돌아가라고 하지만, 민근수와 결혼한 걸 알고 민근수를 쫓아내려 한다. 하지만 나중에 자신을 짝사랑하는 염지애랑 결혼해 7년을 키우다 전소리랑 같이 민근수와 재회한다.
- 염지애-정기석의 비서. 기석을 좋아한다. 나름 개그 캐릭터. 기석의 명령으로 전소리를 감시하다가 피아노를 가르친다. (정작 본인은 도랑 시를 구별 못하는 피아노멍청이) 나중에 기석과 결혼한다. 결혼 뒤 평소엔 기석의 비서지만 둘이 있을 땐 기석에게 안기려 한다. (기석은 좋아하면서 말은 떨어지라고 한다.) 7살 아들은 아빠를 닮아서 잘난척 대마왕.
- 마동석-원래는 양아치에 조폭이었지만 엄마가 자신에 의해 죽자 119 구조대원이 됐다. 유연정을 좋아해 그녀가 쓴 물건을 가지려 (이 자식이!!!)한다. 근수와는 막 실명한 근수를 병원과 보험회사에 데려다주면서 인연이 됐다. 그의 엄청난 팬. 그런 이유로 꽤 많은 나아 차이에도 근수에게 높암말을 쓴다. {정작 근수는 동석을 '동석 형님'이라고 부르는데....(그러자 동석의 말'파리가 못 난다고 파리가 아니에요? 못나는 파리! 독수리도 못 난다고 독수리는 아니잖아요! 못사나는! 그림 안 그리는 작가님이여도 작가님은 작가닌이에요님)}근수가 요양원에 찾아갈 때마다 요양원 원장을 협박(?)한다. 유연정과 결혼 하지만 결혼하인 노릇에 불안증이 심하다. 유연정에 말에 복종하는 것처럼 보일 정도. 역시 전근수와 재회
- 유연정:전근수를 짝사랑한다. 그래서 전소리를 매우 질투한다. 어렸을 때 발레에 재능 없는데 좀 잘한다. 그걸 강사가 오버해서 말해서 엄마가 최고의 발레리나로 키우지만 본인은 만화가가 되고 싶어한다. 엄마한테 말하자만 엄마는 짐을 싸서 바로 미국으로 보내려 하자, 자살 시도하지만 산다. 그런데도 엄마가 허락을 안 하자, (엄마 천하 개쌍년.)가출해 근수에게 가 보조 일을 한다. 하지만 그를 좋아하게 된다. 그러나 근수는 시력을 잃고, 그녀는 대혼란에 빠진다. 돌아와서 다시 일을 돕는다. 전소리가 못생겼다고 뻥치지만, 근수의 생각 (상관없어! 안 보이니까! 보여도 내 눈에는 가장 이쁠걸?) 그리고 한 베뎃의 자동샷건같은 말 {그거 알아? 소리가 니(유연정)보다 더 이쁘거덩}. 자살시도하다 마동석에게 고백받는다. 결혼하고 난 뒤에도 동석을 아저씨라고 부른다. 아들을 상당히 아낀다.